# Niels Desein
Niels Desein, né le 9 juin 1987 à Gand, est un joueur de tennis belge, professionnel depuis 2007.

## Carrière
Il joue principalement sur le circuit Future et Challenger. Il a remporté 23 titres Future en simple et 23 en double. En Challenger, il a remporté un titre en simple lors de sa seule finale à Glasgow en 2015 face à son compatriote et partenaire de double Ruben Bemelmans et un titre en double à Eckental avec Bemelmans.
En avril 2013, il se qualifie pour la première fois pour le tableau principal d'un tournoi ATP à Estoril mais s'incline au premier tour face à Paolo Lorenzi. En novembre, il bat pour la première fois un joueur du top 100 en s'imposant contre Łukasz Kubot, 72e mondial, à Helsinki.
En 2014, il se qualifie pour le tableau principal de l'US Open mais perd son premier match contre son compatriote David Goffin. En octobre, il bat Dustin Brown, 86e mondial, à Eckental.
En 2015, il est sélectionné pour jouer avec l'équipe de Belgique de Coupe Davis le double face à la Suisse avec Ruben Bemelmans. Ils s'imposent face à Adrien Bossel et Michael Lammer pour apporter le second point à la Belgique.

## Palmarès

### Titre en simple
Aucun

### Finale en simple
Aucune

### Titre en double
Aucun

### Finale en double
Aucune

## Palmarès en tournois Challenger

### Simple: 1/1
| Résultat | Date       | Tournoi                      | Surface    | Prize Money | Adversaire en finale | Score           |
| -------- | ---------- | ---------------------------- | ---------- | ----------- | -------------------- | --------------- |
| Victoire | 02/02/2015 | Aegon GB Pro-Series, Glasgow | Dur (int.) | 42 500 €    | Ruben Bemelmans      | 7-64, 2-6, 7-64 |

### Double: 1/5
| Résultat  | Date       | Tournoi                                      | Surface         | Prize Money | Partenaire      | Adversaires                      | Score             |
| --------- | ---------- | -------------------------------------------- | --------------- | ----------- | --------------- | -------------------------------- | ----------------- |
| Finaliste | 22/09/2008 | Open des Alpes Trophée BNP Paribas, Grenoble | Dur (int.)      | 42 500 €    | Dick Norman     | Martin Fischer Philipp Oswald    | 7-65, 5-7, [7-10] |
| Finaliste | 06/07/2009 | Carisap Tennis Cup, San Benedetto            | Terre (ext.)    | 30 000 €    | Stéphane Robert | Stefano Ianni Cristian Villagrán | 63-7, 6-1, [6-10] |
| Finaliste | 07/09/2009 | Trophée des Alpilles, Saint Rémy             | Dur (ext.)      | 42 500 €    | Ruben Bemelmans | Jiří Krkoška Lukáš Lacko         | 1-6, 6-3, [3-10]  |
| Finaliste | 23/07/2012 | Aamulehti Tampere Open, Tampere              | Terre (ext.)    | 42 500 €    | André Ghem      | Michael Linzer Gerald Melzer     | 1-6, 63-7         |
| Victoire  | 27/10/2014 | Bauer Watertechnology Cup, Eckental          | Moquette (int.) | 35 000 €    | Ruben Bemelmans | Andreas Beck Philipp Petzschner  | 6-3, 4-6, [10-8]  |

## Parcours dans les tournois duGrand Chelem

### En simple
| Année | Open d'Australie | Open d'Australie | Internationaux de France | Internationaux de France | Wimbledon | Wimbledon | US Open         | US Open   |
| ----- | ---------------- | ---------------- | ------------------------ | ------------------------ | --------- | --------- | --------------- | --------- |
| 2014  | —                | —                | —                        | —                        | —         | —         | 1er tour (1/64) | D. Goffin |

N.B. : à droite du résultat se trouve le nom de l'ultime adversaire.

## Parcours enCoupe Davis
| #                                                        | Date        | Lieu  | Surface    | Gagnant(s)                   | Perdant(s)                   | Score              |          |
|                                                          |             |       |            |                              |                              |                    |          |
| 2015 - 1er tour (Groupe mondial) - Belgique - Suisse 3:2 |             |       |            |                              |                              |                    |          |
| 1                                                        | 6-8/03/2015 | Liège | Dur (int.) | Ruben Bemelmans Niels Desein | Adrien Bossel Michael Lammer | 1-6, 6-3, 6-2, 6-2 | Parcours |